# Ronny van Poucke
Ronny van Poucke (IJzendijke, 1957. február 10. – IJzendijke, 2016. október 3.) korosztályos válogatott holland labdarúgó, csatár.

## Pályafutása

### Klubcsapatban
A VV IJzendijke csapatában kezdte a labdarúgást, majd az Anderlecht korosztályos csapatában folytatta. Az Anderlecht első csapatában 1975-ben mutatkozott be, ahol egy belgakupa-győzelmet szerzett. Tagja volt az 1975–76-os és az 1977–78-as idényben KEK-győztes, illetve az 1976–77-es szezonban KEK-döntős csapatnak. Teljes profi pályafutása alatt belga klubokban játszott. 1978–79-ben a KV Kortrijk, 1979–80-ban a Lierse SK, 1980–81-ben a Thor Waterschei, 1981 és 1984 között a Beerschot, 1984 és 1989 között az RAA Louviéroise játékosa volt.

### A válogatottban
1977–78-ban hét alkalommal szerepelt a holland U21-es válogatottban és egy gólt szerzett.

## Sikerei, díjai
Anderlecht
- Belga kupa
  - győztes: 1976
- Kupagyőztesek Európa-kupája (KEK)
  - győztes (2): 1975–76, 1977–78
  - döntős: 1976–77
- UEFA-szuperkupa
  - győztes: 1976